# Мартін Шварцшильд
Мартін Шварцшильд (нім. Martin Schwarzschild; 31 травня 1912 — 10 квітня 1997) — американський астроном, член Національної АН США (1956). Син Карла Шварцшильда і племінник швейцарського астронома Роберта Емдена.

## Біографія
Народився в Потсдамі (Німеччина).
У 1935 закінчив Геттінгенський університет. У 1936—1937 роках працював в Інституті астрофізики в Осло (Норвегія). З 1937 жив у США. У 1937—1940 працював у Гарвардській обсерваторії, в 1940—1947 — в обсерваторії Колумбійського університету, з 1947 — професор астрономії Принстонського університету.
Основні наукові роботи стосуються будови та еволюції зір. У ранніх роботах, присвячених пульсуючим зорям, досліджував зв'язок між хвилями в зовнішніх шарах пульсуючою зорі і зсувом фази при переході від внутрішніх шарів до поверхні. Першим ввів у систему рівнянь рівноваги зорі показники, які характеризують вивільнення енергії в термоядерних реакціях. У 1941 здійснив перший подібний розрахунок для Сонця й оцінив вміст у ньому гелію. Запропонував дуже ретельно розроблену модель Сонця і, виходячи з неї, отримав характеристики диференціального обертання Сонця, які задовільно узгоджуються з даними спостережень. Зробив великий внесок у теоретичне вивчення червоних гігантів. У 1950-х роках виконав великий обсяг розрахунків моделей зір із неоднорідним хімічним складом, який характерний для пізніх стадій еволюції. Спільно з Алланом Рексом Сендіджем показав, що швидкий відхід зір із головної послідовності на відгалуження гігантів можна пояснити на моделі з шаровим водневим джерелом енергії та ізотермічним ядром, що стискається під дією гравітації. Спільно з Фредом Гойлом розглянув низку проблем, що стосуються еволюції зір кулястої складової Галактики, і запропонував теоретичну інтерпретацію діаграм «колір—світність» кулястих скупчень. Виконав кілька важливих теоретичних та наглядових досліджень турбулентності й конвективної нестійкості в зорях. Був організатором підйомів телескопів на повітряних кулях у стратосферу для фотографування Сонця з великою роздільною здатністю з метою вивчення сонячної грануляції (проект «стробоскоп»). Автор монографії «Будова й еволюція зір» (1958, рос. пер. 1961).
Член кількох академій наук і наукових товариств, віце-президент Міжнародного астрономічного союзу (1964—1970), президент Американського астрономічного товариства (1970—1972).
Медаль Генрі Дрейпера Національної АН США (1961), медаль Еддінгтона Лондонського королівського астрономічного товариства (1963, спільно з Сендідж), медаль Кетрін Брюс Тихоокеанського астрономічного товариства (1965), медаль Д.Ріттенгауза Астрономічного товариства ім. Д.Ріттенгауза (1966), премії А. А. Майкельсона Кейзовського університету (1967), ім. Д.Гайнеман Геттінгенської АН (1967), ім. П. Ж. С. Жансена Французького астрономічного товариства (1970).
Астероїд головного поясу 4463 Маршварцшильд названий на його честь.